# Neerwinden
Neerwinden is een dorp in de Belgische provincie Vlaams-Brabant en een deelgemeente van Landen. Neerwinden was een zelfstandige gemeente tot aan de gemeentelijke herindeling van 1977.

## Toponymie
- Winden: In 976 komt het toponiem UUinethe (=Winden) voor. De grondvorm daarvan zou het Germaanse winjo (=weide) zijn, uitgebreid met het verzamelsuffix -ithja. 'Winden' betekent dan: verzameling van weiden.
- Neerwinden: Het voorvoegsel 'neer' heeft de betekenis benedenstrooms, afwaarts, naar beneden. Het toponiem 'Neerwinden' kan dan verklaard worden als: lager gelegen weiden.[1]
- Zie ook: Middelwinden en Overwinden.

## Geschiedenis
De omgeving van Neerwinden was het toneel van twee veldslagen, met een tussenpoos van honderd jaar: de Eerste Slag bij Neerwinden (1693) en de Tweede Slag bij Neerwinden (1793). 
In 1971 werden bij een eerste fusie de toenmalige zelfstandige gemeenten Eliksem, Ezemaal, Laar, Overwinden en Wange gefuseerd met Neerwinden, zes jaar later werd deze nieuw gevormde gemeente op zijn beurt een deel van de fusiegemeente Landen.

## Geografie
De deelgemeente grenst in het westen aan Laar, in het noordwesten aan Wange, in het noorden aan Neerhespen, in het oosten aan Rumsdorp en Landen, in het zuidoosten aan Overwinden en in het zuiden aan Raatshoven.

## Bezienswaardigheden
- De Heilig Kruiskerk
- De Heilig Kruiskapel
- De Tumulus van Middelwinden

## Natuur en landschap
Neerwinden ligt op het Haspengouws plateau op een hoogte van 57-82 meter.

## Demografische ontwikkeling

### Demografische ontwikkeling voor de fusie van 1971
- Bronnen:NIS, Opm:1831 tot en met 1961=volkstellingen

### Demografische ontwikkeling van de fusiegemeente
Alle historische gegevens hebben betrekking op de gemeente, inclusief deelgemeenten, zoals ontstaan na de fusie van 1 januari 1971.
- Bronnen:NIS, Opm:1831 tot en met 1970=volkstellingen; 1976 = inwoneraantal op 31 december

## Mobiliteit
De belangrijkste weg op het grondgebied van de deelgemeente is de N279. Daarnaast heeft Neerwinden ook een station, langs spoorlijn 36 (Brussel-Luik).

## Nabijgelegen kernen
Laar, Neerhespen, Landen, Overwinden
Deelgemeenten: Attenhoven · Eliksem · Ezemaal · Laar · Landen · Neerlanden · Neerwinden · Overwinden · Rumsdorp · Waasmont · Walsbets · Walshoutem · Wange · Wezeren

Belgische gemeenten · Arrondissement Leuven · Vlaams-Brabant · Vlaanderen